# Les Andes à Paris (Récital folklorique sud-américain)
Les Andes á Paris - Recital folklorique sud-americaine es el primer disco de Los Calchakis, grabado en 1966, justo después de la constitución de este famoso grupo. En la portada del LP se cita la autoría al dúo Maria et Santiago, que no son otros que el matrimonio formado por el argentino Héctor Miranda y la francesa Ana María Miranda, el núcleo en torno al cual se formó la agrupación de Los Calchakis.
En la contraportada del LP aparece un texto supuestamente de Ana María Miranda en el que narra cómo ésta conoció a Héctor Miranda en su viaje en barco a Argentina, y cómo el propio Héctor Miranda emigraba a Francia cargado con sus instrumentos y una buena colección de canciones en mente.

## Lista de canciones
| N.º | Título                                | Letras              | Música                     | Duración |  |
| 1.  | «Ne change rien (Ky chororo)»         | Aníbal Sampayo      | Pierre Delanoë             |          |  |
| 2.  | «Larguez les amarres -Río Manzanares» | folklore venezolano | Rafael Suárez y P. Delanoë |          |  |
| 3.  | «Pueblito de San Antonio»             | Galindo             | Pierre Delanoë             |          |  |
| 4.  | «Cándida María»                       | folklore            | Huayta y P. Delanoë        |          |  |
| 5.  | «L'oiseau clochette - Pájaro campana» | folklore            | R. Suárez y H. García      |          |  |
| 6.  | «C'est toi que j'aime - Mi guabina»   | folklore            | Huayta y P. Delanóë        |          |  |
| 7.  | «Quirpa llanera»                      | folklore            | R. Suárez                  |          |  |
| 8.  | «El arreo»                            | L. Barcelata        | id.                        |          |  |
| 9.  | «Guantanamera»                        | José Martí          | adap. Angulo y P. Seeger   |          |  |
| 10. | «Playa grande»                        | Tano y Acosta       | id.                        |          |  |
| 11. | «La kena»                             | Huayta y Amaru      | id.                        |          |  |
| 12. | «No podré olvidar»                    | Huayta y Amaru      | id.                        |          |  |

## Integrantes
Héctor Miranda: guitarra y voz
Ana María Miranda (Huaÿta): voz, charango y triple
Nicolás Pérez González: guitarra
Juan Golicki: arpa india
Gabriel Castillo: cuatro
Joel Perri (Amaru): flauta
Pierre Delanoë: adaptaciones de letras al francés